# Ladislav Józsa
Ladislav Józsa (Csávoly, 16 gennaio 1948 – Sládkovičovo, 12 dicembre 1999) è stato un calciatore cecoslovacco di origini ungheresi, di ruolo attaccante.

## Carriera
Conta 108 reti in 182 partite nella massima serie cecoslovacca di calcio, campionato di cui fu capocannoniere nel 1973, nel 1974 e nel 1977. Giocò inoltre una partita nella Nazionale di calcio della Cecoslovacchia, una nella Nazionale B (nel 1976), una nella Nazionale Olimpica (nel 1975) e 2 partite con 4 reti nella Nazionale giovanile (nel 1977).